# 1400
1400 (MCD) je bilo prestopno leto, ki se je po julijanskem koledarju začelo na četrtek.

## Dogodki
- 1. januar

## Rojstva
- Teodor Gaza, bizantinski humanist, slovničar in prevajalec († 1475)
- Genadij Sholarij, bizantinski humanist, filozof in teolog († 1473)
- Ramananda, indijski hindujski guru in socialni reformist († okoli 1470)

## Smrti
- 16. januar - John Holland, angleški plemič, 1. vojvoda Exeter, 1. grof Huntingdon (* 1352)
- 14. februar - Rihard II., angleški kralj (* 1367)
- 24. marec - Florens Radewyns, holandski mistik (* 1350)
- 25. oktober - Geoffrey Chaucer, angleški literat in učenjak (* 1343)
- Archibald Douglas, škotski plemič, 3. grof Douglas (* 1328)
- Baldus de Ubaldis, italijanski (bolognjski) pravnik (* 1327)
- Franco Sacchetti, italijanski[1] pesnik in pisatelj (* 1335)
- Jan Bondol, flamski iluminator (* 1340)
- Luo Guanzhong, kitajski pisatelj (* 1330)
- Narajana Pandit, indijski matematik (* 1340)